# جون كيتينغ ريغان
جون كيتينغ ريغان (بالإنجليزية: John Keating Regan)‏ هو ضابط وقاضي ومحامي أمريكي، ولد في 26 مارس 1911 في سانت لويس في الولايات المتحدة، وتوفي في 9 مارس 1987.